# Arrinera Hussarya
Arrinera Hussarya (Арринера Гуссария) — модель автомобиля с 2008 года разрабатываемая польской компанией Arrinera. Первый польский суперкар.

## История
В середине 2016 года бывший директор обратился в судах Великобритании, чтобы разместить компанию в ликвидации из-за неоплаченных долгов. Этот процесс ходатайство находится на рассмотрении. https://www.thegazette.co.uk/notice/2525918
С момента создания компании в 2008 году она приступила к работе над суперкаром усилиями английского инженера Ли Ноубла (основатель компании Noble Automotive) и польских конструкторов.
Прототип под названием Venocara был представлен акционерам и инвесторам 9 июня 2011 года. Однако, он вызвал волну критики из-за сходства с Ламборгини Мурсьелаго или Ламборгини Ревентон, после чего компания приступила к его доработке.
В августе 2012 года компания официально объявила название нового прототипа — Гусария — в честь элитной польской кавалерии, и модель была представлена в рамках «домашнего» автосалона в польской Познани. Тогда же была объявлена ориентировочная цена: 117 тыс. евро для базовой комплектации и 380 тыс. евро — в топовой.
В июле 2012 года компания объявила, что планирует к концу 2013 года выпуск серии в 33 автомобиля стоимостью в 200 тыс. евро каждый, однако серия выпущена не была, а в 2014 году срок выпуска перенесён на 2016 год.
В апреле 2015 года на автосалоне в городе Познань была представлена первая готовая версия машины, при этом заявлено, что премьера гражданской версии модели запланирована на конец 2016 года, а гоночная версия Arrinera Racing будет готова примерно в сентябре 2015. При этом вице-председатель компании заявил, что гоночная версия Arrinera Racing будет выпущена в 33 экземплярах, а её стоимость составит около 500 тыс. евро, отметив, что машина классом выше чем модели марок Ferrari, McLaren или Lamborghini, и её конкурентами являются Pagani или Koenigsegg.

## Конструкция и характеристики
Двигатель General Motors от Chevrolet Corvette ZR1 объёмом 6,2-литра, компрессорная «восьмерка», мощностью 650 лошадиных сил. Трансмиссия роботизированная, производства итальянской фирмы CIMA.

## Критика
Автомобиль ещё не успев появиться уже славится сомнительной репутацией, как из-за неоднократно сдвигавшихся сроков начала выпуска и всё время увеличивающеся планируемой стоимости, так и из-за сходства дизайна прототипов с существующими суперкарами.
Некоторые обвиняют создателей, что они используют компоненты Audi, Volkswagen, а сам суперкар — не что иное, как обычный самодельный кит-кар.